# Bill Minco
Sebil (Bill) Minco (Almelo, 21 mei 1922 – Amersfoort, 5 mei 2006) was een Nederlands verzetsstrijder tijdens de Tweede Wereldoorlog.

## Arrestatie en internering

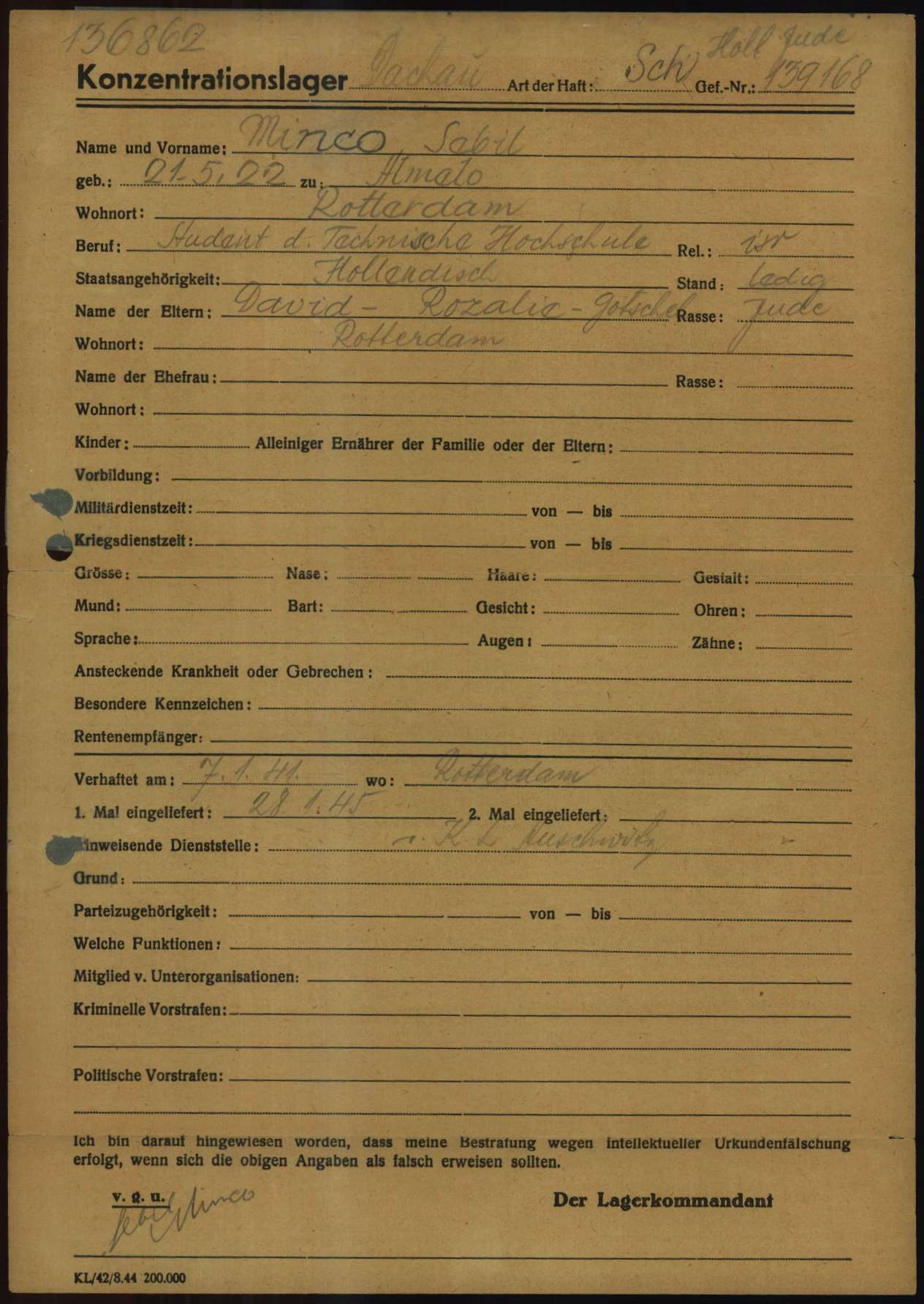
Registratieformulier van Bill Minco als gevangene in nazi-concentratiekamp Dachau

Minco was een scholier van Joodse afkomst. Hij werd op 18-jarige leeftijd op 7 januari 1941 gearresteerd wegens verzetsactiviteiten tegen de Duitse bezetters. Op 4 maart van dat jaar werd hij, samen met zeventien anderen, ter dood veroordeeld. Deze groep van achttien personen vormen De achttien dooden in het gedicht van Jan Campert. Minco's straf werd echter omgezet naar levenslang, omdat hij nog minderjarig was. Hij overleefde zijn internering in de concentratiekampen Mauthausen, Auschwitz en Dachau. Na de oorlog werd hij opgenomen in het TBC-centrum te Davos ter bestrijding van zijn tuberculose. Vermoedelijk schreef hij tijdens dat verblijf het boek Koude Voeten over de periode die hij doorbracht in de verschillende concentratiekampen.

## Na de Tweede Wereldoorlog
Na de oorlog was Minco betrokken bij de oprichting van de Stichting Geuzenverzet. Tevens was hij actief in de Stichting Het Oranjehotel en zette hij zich in voor het Nederlands Nationaal Oorlogs- en Verzetsmuseum Overloon in Overloon. Hij doneerde een stuk van zijn eigen huid, met daarop zijn kampnummer uit Auschwitz getatoeëerd, aan het museum. Ook ging hij in zaken en richtte een goedlopende beddenzaak op genaamd Morpheus Bedden. Ook was hij jarenlang actief in de politiek. Vanwege zijn negatieve ervaringen in de oorlog koos hij voor de VVD vanwege hun nadruk op de vrijheid van ieder individu.
Van 1957 tot 1982 zat hij voor deze partij in de gemeenteraad van Hilversum. Van 1978 tot 1982 was hij tevens wethouder van onder andere Financiën, Economie en Sport. Het plaatselijke zwembad Lieberg werd dankzij hem gebouwd en ook had hij voor een groot deel de hand in de totstandkoming van de multifunctionele Expohal.

## Nalatenschap
Tot op hoge leeftijd bleef hij zich inzetten om de herinnering aan de Tweede Wereldoorlog levend te houden. In 1999 ontving Minco van Duitsland een onderscheiding voor zijn inspanningen voor de verzoening tussen Nederland en Duitsland, en voor zijn betrokkenheid bij de strijd tegen geweld, racisme en discriminatie. Zijn stuk huid met kampnummer uit Auschwitz is nog altijd onderdeel van de permanente expositie in Oorlogsmuseum Overloon.
Minco is verre familie van de auteur Marga Minco.

### Bill Minco-lezing
Hilversum kent een Bill Minco-lezing, die sinds 2012 jaarlijks op 4 mei wordt uitgesproken ter herdenking van de Tweede Wereldoorlog.

## In populaire cultuur
Een quote uit een interview met Minco werd gesampled op de single "Ondergronds Verzet", (1999) door Def P, Seda en Sores. Ook in Def P.'s nummer "Engeltje/Duiveltje" van zijn album "Pascal/Rascal" (2007) is aan het einde van het nummer een quote van Minco te horen.